# Andrij Jurijovics Kurkov
Andrij Jurijovics Kurkov, ukránul: Андрій Юрійович Курков; orosz névváltozatban Andrej Jurjevics Kurkov (oroszul: Андре́й Ю́рьевич Курко́в) (Budogoscs, 1961. április 23. –) orosz származású ukrán író és publicista, aki oroszul és ukránul ír.. 19 regény, köztük a Halál és a pingvin bestseller, kilenc gyerekeknek szóló könyv, valamint körülbelül 20 dokumentumfilm, fikciós és tévéfilm forgatókönyvének szerzője. Munkáit jelenleg 37 nyelvre fordították le, köztük angolra, spanyolra, japánra, franciára, németre, olaszra, kínaira, svédre, perzsára és héberre, és 65 országban adták ki. Kurkov, aki régóta a nemzetközi média tekintélyes kommentátora Ukrajnáról, különösen Európában és az Egyesült Államokban, válogatott cikkeket írt különböző kiadványok számára világszerte. Könyvei tele vannak fekete humorral, a posztszovjet valósággal és a szürrealizmus elemeivel. Korábban orosz nyelven írt, a 2010-es évektől ukrán nyelven alkot.

## Élete és munkái
A Leningrádi területen fekvő Budogoscs településen született. Apja berepülőpilóta, anyja orvos volt. Amikor 2 éves volt, családja Kijevbe költözött apja munkája miatt. Hétévesen kezdett írni, amikor három kedvenc hörcsöge közül kettő halála után verset írt a megmaradt házi kedvence magányáról. Leninről is írt verset, állítólag az akkori szovjet oktatása ihlette.
1983-ban végzett a Kijevi Állami Idegennyelvi Pedagógiai Intézetben (napjainkban Kijevi Nemzeti Nyelvészeti Egyetem). Az egyetem után a Kijevi Műszaki Egyetem lapjának, majd a Dnyipro kiadónak a szerkesztője volt. Képzett japán fordítóként a KGB-t segítő katonai szolgálatra osztották be. A katonai szolgálatát 24 évesen kezdte meg. Azonban sikerült elérnie, hogy a tényleges katonai szolgálatát a Belügyi Csapatoknál tölthesse le, így 1985-től 1987-ig Odesszában szolgált börtönőrként (az 51. sz. javító-nevelő intézetben). Ez nagyobb szabadságot biztosított számára szolgálati ideje alatt és után. Ebben az időszakban írta az összes gyermektörténetét.
Első regénye két héttel a Szovjetunió bukása előtt jelent meg, és az ezt követő társadalmi és politikai zűrzavarban megtette az első lépéseket a saját kiadás és terjesztés felé. A barátoktól kölcsönzött pénzt munkája finanszírozására fordítva Kurkovnak sikerült önállóan publikálnia. Miközben az ukrajnai terjesztést szervezte, kézzel is értékesített példányokat a forgalmas utcák standjairól.
Sok sikeres íróhoz hasonlóan Kurkovnak is nehézségei voltak az első kiadói szerződés megszerzésével. Állítólag 500 elutasításban részesült, mielőtt elfogadták volna, ezalatt csaknem nyolc teljes regényt írt. 2018-ban az ukrajnai PEN elnökévé választották.
Pályafutása későbbi szakaszában a posztszovjet korszak egyik legsikeresebb ukrán szerzőjeként vívta ki elismerését, és szerepelt az európai bestseller-listákon. A Бикфордов мир című regényét (2009-ben jelent meg oroszul, Borisz Draljuk angol nyelvű fordítását The Bickford Fuse pedig 2016-ban a MacLehose Press) Sam Leith a The Financial Times-ban úgy jellemezte, mint „egyfajta kereszteződését az A zarándok útja, a Catch-22, A sötétség mélyén (kisregény) és Cormac McCarthy The Road című művének, itt-ott halvány Samuel Beckett árnyalattal: egy makacsul álomszerű abszurd szatíra, amelyet Oroszország hatalmas szárazföldi tömege és a szovjet korszak ideológiájának őrültsége formált." és a The Guardian szerint "műfajt meghazudtoló mű, amely a pikareszk kalandot posztapokaliptikus példázattal olvasztja össze", míg maga Kurkov "a legkedvesebb és legfontosabb művemnek" nevezte. Ian Sansom úgy jellemezte őt, mint "komoly író, aki soha nem volt komolyabb, mint amikor viccesen nyilatkozik a vicces dolgokról, és egész életében van olyan vicces dolog, amit komolyan kell vennie."
Kurkov regénye, a Серые пчёлы (Szürke méhek), amelyben "a mese és eposz elemei egyaránt vannak", egy méhész kalandjain keresztül dramatizálja az országában zajló konfliktust.
2024-ben Kurkov kiadta Срібна кістка ("Az ezüst csont") című regényét, amely a "Kijevi rejtélyek" című új regénysorozat első darabja. A második könyv, a Сердце – не мясо ("Az ellopott szív") 2025-ben jelenik meg. Jelenleg a harmadik könyv, a A nyilvános szauna ügy megírása van folyamatban.
Kurkov Kijevben él angol feleségével, Elizabethtel és három gyermekükkel. Ukrajna 2022-es orosz inváziója után belső menekültté vált, és továbbra is írt és tudósított a háborúról. Egy kétnyelvű, orosz anyanyelvű 2022-es interjúban Kurkov arra gondolt, hogy Oroszország Ukrajna elleni háborúja, ahelyett, hogy elnyomná az ukrán kultúrát és identitást, ellenkező hatást válthat ki, és arra ösztönzi az ukrán írókat, különösen azokat, akiknek anyanyelve orosz, hogy egyre többet publikáljanak, akár kizárólag ukránul.

## Művei

### Próza
- Не приведи меня в Кенгаракс, 1991
- 11 необыкновенностей, 1991
- Бикфордов мир, 1993
- Сказки про пылесосика Гошу, 1993
- Смерть постороннего, 1996
- Пикник на льду, 1997
- Добрый ангел смерти, 1997
- Смерть чужого, 2000
- Милый друг, товарищ покойника, 2001
- Сады господина Мичурина, 2002
- География одиночного выстрела, 2003
- Ігри по-дорослому: Політичний. детектив, 2003
- Последняя любовь президента, 2004
- Закон улитки (a Piknik a jégen című bestseller folytatása), 2005
- Любимая песня космополита, 2005
- Остання любов президента, 2005
- Улюблена пісня космополіта, 2005
- Математика пристрасті, 2005
- Приключения чепухоносиков (gyermekkönyv), 2007
- Школа котовоздухоплавания (gyermekkönyv), 2007
- Игра в отрезанный палец, 2007
- Ночной молочник, 2007
- Нічний молочник, 2008
- Лагідний янгол смерті, 2009
- Садовник из Очакова, 2010
- Садівник з Очакова, 2012
- Львовская гастроль Джими Хендрикса, 2012
- Львівська гастроль Джимі Хендрікса, 2013
- Почему ёжика никто не гладит, 2014
- Гра у відрізаний палець, 2014
- Дневники Майдана, 2015
- Закон равлика, 2017
- Шенгенська історія, 2017
- Приятель небіжчика, 2018
- Серые пчёлы, 2018
- Сірі бджоли, 2018
- Щоденник Майдану та Війни, 2018
- Бікфордів світ, 2019
- Війна, 2019
- Остання любов президента, 2019
- Книга пінгвіна Мишка, 2019
- Шенгенська історія, 2019
- Різдвяний сюрприз, 2019
- Ёжик и подарочная путаница, 2020
- Серые пчёлы, 2020
- Щоденник вторгнення (Diary from an Invasion), 2022. ISBN 9781914495847
- ЛЬвівська гастроль Джімі Хендрікса (Jimi Hendrix Live in Lviv), 2023. ISBN 9781529427820[26]
- Срібна кістка (The Silver Bone), 2024[27]
- Сердце – не мясо (The Stolen Heart), 2025[22]

### Forgatókönyv
- 1990 — Выход – «Вихід»
- 1991 — Яма – «Яма»
- 1992 — Воскресное бегство – «Недільна втеча»
- 1992 — Ночь о любви – «Ніч про кохання»
- 1993 — Елисейские поля – «Єлисейські поля»
- 1993 — Клякса – «Ляпка»
- 1996 — Смерть постороннего – «Смерть чужого»
- 1997 — Приятель покойника – «Приятель небіжчика»
- 2013 — «Крапка в кінці роману»

### Fordítás
- Щоденник біженця (Egy menekült naplója) Kárpátaljai modern próza. Fordító: Andrej Kurkov. Kijev: Altpress, 2010. 358 oldal. ISBN 9789665424291

## Magyarul
- A halál és a pingvin (Смерть постороннего) – Athenaeum, Budapest, 2004 · ISBN 9639471674 · Fordította: Tompa Andrea
- Szürke méhek (Серые пчёлы) – Művelt Nép, Budapest, 2023 · ISBN 978-963-580-118-3 · Fordította: Balla Judit

## Fordítás
- Ez a szócikk részben vagy egészben  az   Andrey Kurkov című angol Wikipédia-szócikk fordításán alapul.  Az eredeti cikk szerkesztőit annak laptörténete sorolja fel. Ez a jelzés csupán a megfogalmazás eredetét és a szerzői jogokat jelzi, nem szolgál a cikkben szereplő információk forrásmegjelöléseként.